# Дніпровський коксохімічний завод
Приватне акціонерне товариство «Дніпровський коксохімічний завод» (ПрАТ «ДКХЗ») спеціалізується на виробництві коксу, смоли сульфату амонію і продуктів переробки.

## Історія
Історія Дніпровського КХЗ — одного з перших підприємств вітчизняної коксохімії — почалася в 1931 р., з моменту видачі першого коксу. Вже до 1940 р. завод досягнув проектної потужності й став одним з найкращих серед коксохімічних підприємств країни. Підприємство виробляло якісний і найдешевший кокс в Україні, що неодноразово було відмічене винагородами уряду.
У 1950 р. ДКХЗ виробляв десяту частину коксу, що виробляється в Україні.
У 1996 р. Дніпродзержинський коксохімічний завод імені С. Орджонікідзе був перетворений у ВАТ «Дніпродзержинський КХЗ». ЄВРАЗ придбав 93,83 % акцій ОАО «Дніпродзержинський КХЗ» наприкінці 2007 р. Станом на 30 квітня 2011 р., доля ЄВРАЗа в ДКХЗ склала 93,86 %. 

### Історія будівництва
Історія одного з перших підприємств вітчизняної коксохімії розпочалася в серпні 1927 року. Не було урочистого мітингу, ніхто не виголошував промов, коли безіменний робітник викопав першу лопату ґрунту на місці майбутнього коксохімічного заводу на березі Дніпра в Кам'янському. Спочатку коксохім планувався як окремий цех Дніпровського металургійного заводу — легендарної Дзержинки. І лише потім він виділився в самостійне підприємство — Дніпродзержинський коксохімічний завод № 24. На будівництві заводу вперше в країні був застосований спосіб глибинного водовідливу для пониження рівня ґрунтових вод на місці спорудження котлованів. Осушене в такий спосіб дно котловану покрили дорогою тришаровою ізоляцією зі свинцевих листів, зварених автогеном. І тільки потім на цю свинцеву підстилку був укладений гранітобетон. Інженерні вирішення об'єктів по будівництву коксохімічного заводу були дуже складними для того часу, тому багато потужностей заводу зводилися під керівництвом інженерів з Бельгії, Франції, Німеччини. На досвіді будівництва перших коксохімічних підприємств вчилися вітчизняні будівельники і проектувальники. Надалі коксохімічні заводи на території колишнього СРСР зводилися вже за вітчизняними проектами. Над Дніпром виросли значних розмірів споруди — вугільна вежа, вуглемийка, коксові батареї.
27 листопада 1930 року відбувся мітинг, учасники якого з підйомом зустріли пропозицію передовика Г. Карпова присвоїти коксохімічному заводу ім'я Серго Орджонікідзе. 8 лютого 1931 року був виданий перший кокс. Дата ця увійшла до історії вітчизняної коксохімії як День народження і перший робочий день Дніпродзержинського коксохімічного заводу. Вуглезбагачувальна фабрика, дві коксові батареї № 1 і № 2 системи «Дістікок» по 40 камер в кожній, проектною потужністю 415 тис. тонн металургійного коксу в рік, цехи уловлювання і переробки смоли були введені в експлуатацію 18 березня 1931 року в числі об'єктів, що входять в першу чергу заводу. Друга черга заводу — три коксові батареї по 45 камер в кожній, цехи уловлювання і ректифікації — вводилися в експлуатацію протягом 1932—1933 років. Причому, починаючи з другої батареї, будівництво і пуск основних агрегатів здійснювалися під керівництвом вітчизняних інженерно-технічних працівників, без участі іноземних фахівців. Вже до 1940 року завод досяг проектної потужності і став одним з найкращих серед коксохімічних підприємств країни. Підприємство виробляло якісний і найдешевший кокс в республіці, що і було відмічено винагородами уряду. Зростали люди, а разом з ними зростав і завод. Він розпрямляв свої плечі, нарощуючи виробництво потрібної для країни різної продукції. Але все це раптовим бомбовим ударом перервала, зруйнувала війна…

### Роки війни
Фронт все ближче підходив до Дніпродзержинська. Проте коксохімічний завод імені Орджонікідзе продовжував працювати до припинення надходження вугілля з Донбасу. В найкоротший строк найважливіші вузли, головним чином електродвигуни, коксові машини, інші апарати і агрегати, були демонтовані і вивезені на майданчик Орсько-халіловського металургійного комбінату, що будується. Прощаючись із заводом, коксохіміки сподівалися, що війна продовжиться недовго і після повернення їм удасться швидко налагодити виробництво. Проте війна розпорядилася по-своєму. Ворог повністю зруйнував вуглезбагачувальний цех, висадив у повітря всі п'ять коксових батарей. Значні пошкодження були нанесені парокотельному, хімічним і допоміжним цехам.
Багато коксохіміків не повернулися з полі війни. На згадку про них на заводі споруджений гранітний обеліск, на якому висічено прізвища загиблих за часів Другої світової війни 1939-1945 років.  Після звільнення Дніпродзержинська в 1943 році розпочато відновні роботи, що базуються на впровадженні нової техніки і досконаліших технологічних схем.
З квітня 1946 року, тобто з моменту видачі першого післявоєнного коксу, почався якісно новий етап в історії заводу. Відбудований заново, він тепер мало чим нагадував колишній, то хіба лише своїми зовнішніми контурами. На нім почали освоюватися перші вітчизняні коксові батареї типа ПВР-46, упроваджуватися пневматичне обвалення шихти у вугільних баштах, принципово нові технологічні схеми тощо.
Відновлення всіх цехів заводу було завершене до 1950 року. Підприємство швидко нарощувало технологічну потужність. Десяту частину коксу, який вироблявся в Українській РСР, виробляли дніпродзержинські коксохіміки. Завдяки досягнутим високим виробничим показникам, зразковій трудовій дисципліні, високому технічному і культурному рівню трудового колективу в 1960 році Дніпродзержинський коксохімічний завод імені С. Орджонікідзе один з перших в Україні завоював почесне право називатися колективом Комуністичної праці. За успіхи по збільшенню випуску коксохімічної продукції, в удосконаленні технології і організації виробництва в 1976 році завод нагороджений орденом «Знак Пошани».

## Персонал та зарплатня
Чисельність персоналу — 1172 осіб.
Середня заробітна плата ( до стягнення податків на рівні працівника) — 153,800 тис. грн на рік.

## Об'єми виробництва
Виробництво коксу: 
- 2012 р. — 487 тис. т
- 2013 р. — 461 тис. т
- 2014 р. — 559 тис. т
- 2015 р. — 628 тис. т
- 2016 р. — 607 тис. т
- 2017 р. — 634 тис. т
- 2018 р. — 584 тис. т
- 2019 р. — 564 тис. т
- 2020 р. — 589 тис. т